# جيمس رايت
جيمس رايت (24 يناير 1948 - ) (بالإنجليزية: James Wright)‏ هو لاعب كريكت بريطاني. لعب مع Hertfordshire County Cricket Club ‏.